# Micronycteris microtis
Micronycteris microtis — вид родини листконосові (Phyllostomidae), ссавець ряду лиликоподібні (Vespertilioniformes, seu Chiroptera).

## Середовище проживання
Країни поширення: Беліз, Болівія, Бразилія, Колумбія, Коста-Рика, Сальвадор, Французька Гвіана, Гватемала, Гаяна, Гондурас, Мексика, Нікарагуа, Панама, Венесуела. Проживає у вічнозелених і листяних лісах, лісах другого зростання і фруктовими садах.

## Звички
Сідала лаштує в дуплах дерев, колодах, печерах, шахтах, будівлях, водопропускних трубах і великих норах ссавців з деяким природним світлом, де вони напоготові і легко звертаються до втечі. Їхня дієта включає в себе фрукти та комах; комахи можуть взяті з рослинності або захоплені в польоті. Єдине маля народжуються в рік, як правило, на початку сезону дощів.

## Загрози та охорона
немає серйозних загроз. Цей вид зустрічається в природоохоронних територіях.